# Один литр слёз
«Один литр слёз» (яп. 1リットルの涙 Ити риттору но намида) — японская дорама 2005 года выпуска. История основана на реальных событиях. Режиссёр Мураками Масанори снял сериал по дневникам японской школьницы Аи Кито, которая умерла от редкого заболевания в возрасте 25 лет. Девушка боролась со своей страшной болезнью в течение 10 лет. Все её страдания и переживания режиссёр смог показать зрителю в этом сериале.

## Сюжет
Ая Икэути — на первый взгляд простая пятнадцатилетняя японская школьница, таких миллионы. У девушки много планов на будущее. Семья Икэути владеет магазинчиком тофу. Девушка поступает в престижную школу, находит новых друзей.
Мама Аи начинает замечать, что дочка часто падает, роняет вещи, её ходьба становится нетвёрдой и нерешительной. После обследования родители узнают страшную новость — Ая больна редкой болезнью: спиноцеребеллярной дегенерацией. Это неизлечимая болезнь, в результате которой больной постепенно перестает ходить, теряет способность говорить, есть и дышать. В конечном итоге спиноцеребеллярная дегенерация приводит к параличу и смерти. Родители не решаются сообщить дочери о её диагнозе, но вскоре она сама обо всем догадывается.
Ае пришлось отказаться от столь привычных и любимых занятий: спорта, учёбы в любимой школе, прогулок. Теперь она начинает всеми силами хвататься за жизнь… Мучительные реабилитационные дни, осознание своей беспомощности очень давят на девушку, но она не сдаётся и продолжает бороться.
Ая хотела помогать людям, и ей это удалось: после публикации дневника, который девушка вела с 15 лет, она получила множество писем со словами благодарности от людей, которые страдали от такой же болезни. Дневник Аи заставил людей любить жизнь и не терять надежды.

## Список серий
1. «Начало моей юности» (яп. ある青春の始まり Ару сэйсюн но хадзимари)
2. «15 лет, подкрадывающийся недуг» (яп. 15才、忍びよる病魔 Дзю:госай, синобиёру бё:ма)
3. «Почему болезнь выбрала меня?» (яп. 病気はどうして私を選んだの Бё:ки ва до:ситэ ватаси о эранда но)
4. «Одиночество двоих» (яп. 二人の孤独 Футари но кодоку)
5. «Удостоверение инвалида» (яп. 障害者手帳 Сё:гайся тэтё)
6. «Безжалостные взгляды» (яп. 心ない視線 Кокоронай сисэн)
7. «Место, где я нахожусь» (яп. 私のいる場所 Ватаси но иру басё)
8. «1 литр слёз» (яп. 1リットルの涙 Ити риттору но намида)
9. «Живу сейчас» (яп. 今を生きる Има о икиру)
10. «Любовное письмо» (яп. ラブレター Рабурэта: (love letter))
11. «Ухожу далеко, туда, где слёзы кончаются» (яп. 遠くへ、涙の尽きた場所に То:ку э, намида но цукита басё ни)

## В ролях
| Актёр            | Роль             |
| ---------------- | ---------------- |
| Эрика Савадзири  | Ая Икэути        |
| Хироко Якусимару | Сиока Икэути     |
| Рё Нисикидо      | Харуто Асо       |
| Таканори Дзиннай | Мидзуо Икэути    |
| Рико Наруми      | Ако Икэути       |
| Наохито Фудзики  | Хиросика Мидзуно |